# Джордж Міллс
Джордж Роберт Міллс (англ. George Robert Mills; 29 грудня 1908 — 15 липня 1970) — англійський футболіст, який переважно виступав за Челсі.

## Біографія
Він підписав контракт із «Челсі» як аматор у 1929 році з «Бромлі» і залишався в клубі до кінця своєї кар'єри. Він був результативним бомбардиром, забивши 125 голів у 239 іграх. Попри те, що його часто затьмарювали більш яскраві, але менш надійні нападники, такі як Г'ю Галлахер та Джо Бембрік, він залишався вірним клубу.
У своєму дебютному сезоні Міллс забив 14 голів у 20 іграх за «Челсі», допомігши їм здобути підвищення до Першого дивізіону. Його найкращим сезоном був 1936–37, коли він забив 22 голи у 32 матчах, що принесло йому виклик до збірної Англії. Він зіграв три матчі за Англію і забив три голи, усі в переможному матчі з рахунком 5:1 проти Північної Ірландії 23 жовтня 1937 року.
Міллс став першим гравцем «Челсі», який забив понад 100 голів у лізі, досягнення, яке згодом повторили лише п'ятеро інших. Він займає 8-ме місце серед найкращих бомбардирів клубу за всю історію. Він також є останнім гравцем «Челсі», який оформив хет-трик у матчі проти «Ліверпуля», що сталося в переможному матчі з рахунком 6:1 у серпні 1937 року. Після завершення кар'єри він став тренером у «Челсі».
Пізніше він працював у Сіті Лондона у друкарській компанії. Він помер під час відпустки в Торкі у 1970 році.